# Egle (antomiídeos)
Egle (Arctiidae) é um gênero de traça pertencente à família Arctiidae.